# Weiss (rzeka)
Weiss – rzeka we Francji, przepływająca przez teren departamentu Górnego Renu, o długości 24,2 km. Stanowi dopływ rzeki Fecht. Poprzednio nosiła nazwę Abelsbach.